# Type code
Type code, em tradução livre Código por Tipo, é o único mecanismo utilizado nas versões anteriores à X do Mac OS para designar um formato de arquivo, de forma similar a extensão de nome de arquivo de outros sistemas operacionais. Os códigos utilizados são OSType de 4-bytes. Por exemplo, o type code de uma aplicação é APPL.